# Achillea ptarmica

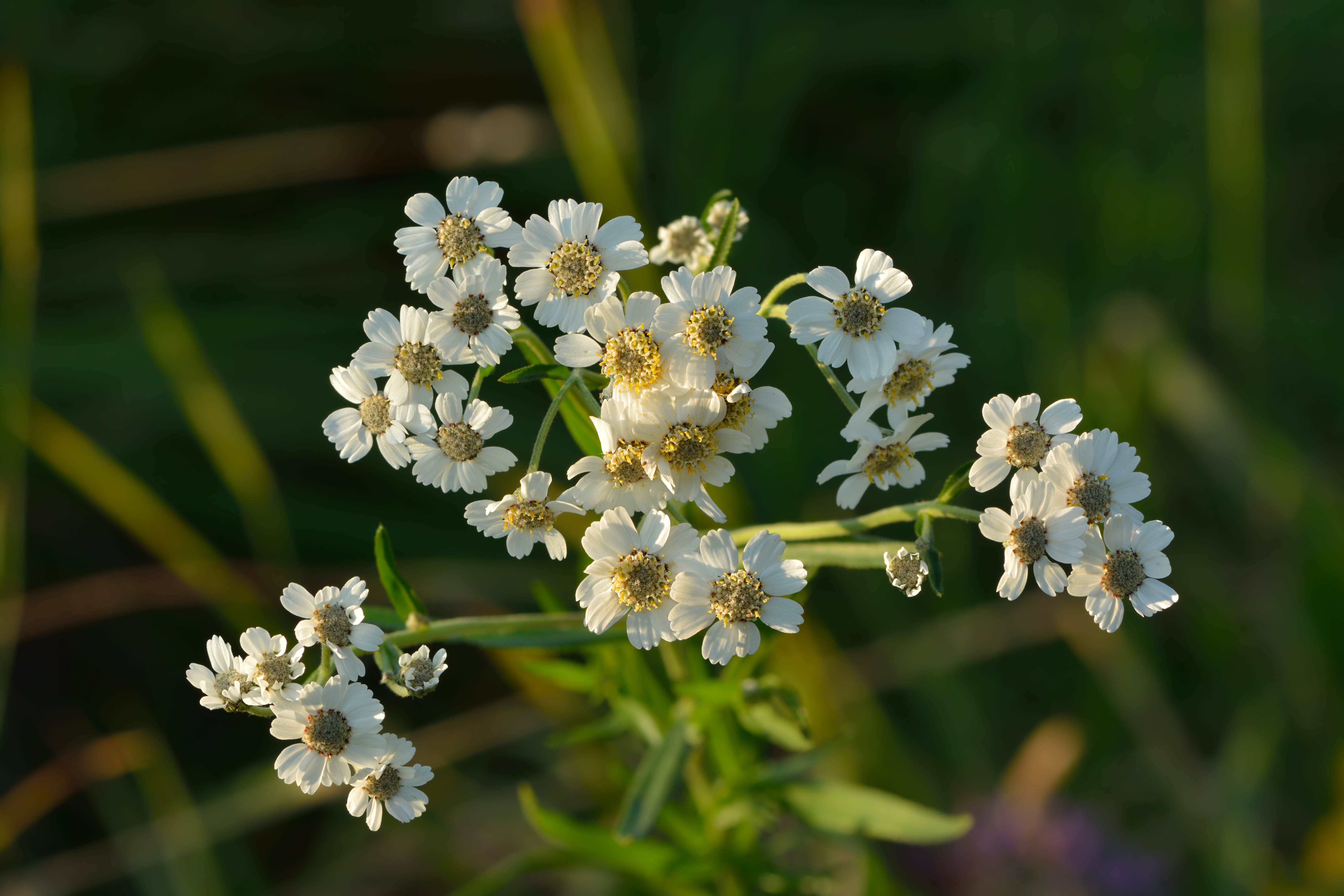
Flores

Achillea ptarmica es una especie perteneciente a la familia de las asteráceas. Es originario de España.

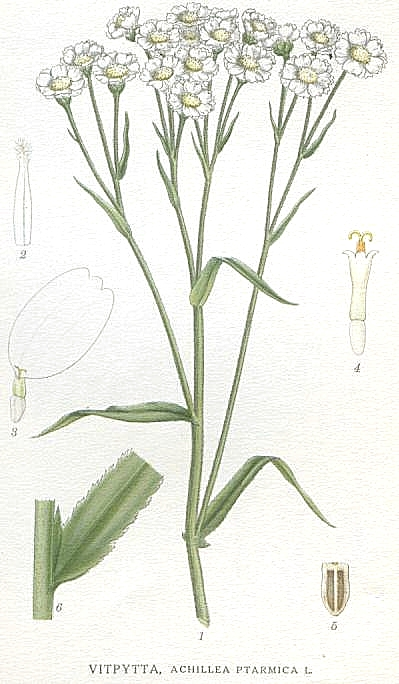
Ilustración

## Descripción
Es una hierba que alcanza los 10 cm de alto con hojas sentadas, linear-lanceoladas, agudas y dentadas regularmente. Las flores son blancas y se agrupan en capítulos más grandes a los de otras especies del género (el involucro mide 8-12 mm de ancho).

## Distribución y hábitat
Es una planta que crece en las regiones alpinas del norte de España en las fuentes y riachuelos de montaña.

## Propiedades
Indicaciones: Se emplea como estornutatorio, hemostático, astringente, carminativo, sialagogo, tónico. Las flores sirven como analgésico y estornutatorio. Las raíces como hemostático y sialagogo. Contra la astenia, falta de apetito, afecciones urinarias, reguladora de las deposiciones, calma dolores dentarios y reumáticos. Se toma en infusión en dosis de dos cucharaditas de rizoma, con dos tazas de agua. O la masticación del rizoma fresco.

## Taxonomía
Achillea ptarmica fue descrita por   Carlos Linneo y publicado en Species Plantarum 2: 898. 1753.
Etimología
Achillea nombre genérico nombrado en honor de Aquiles. Se ha indicado también que el nombre, más específicamente, proviene de la guerra de Troya, donde Aquiles curó a muchos de sus soldados y al propio rey Télefo, rey de Micenas, utilizando el poder que la milenrama tiene para detener las hemorragias.
ptarmica: epíteto latino que significa "que provoca estornudos".
Variedades
- Achillea ptarmica L. subsp. ptarmica var. vulgaris Heimerl
- Achillea ptarmica L. subsp. ptarmica var. pubescens DC.
- Achillea ptarmica L. subsp. pyrenaica (Godr.) Heimerl

Sinonimia
- Achillea acuminata
- Achillea dracunculoides Desf.
- Achillea fragilis Balb. ex DC.
- Achillea grandis
- Achillea ircutiana Sch.Bip.
- Achillea lenensis Turcz. ex DC.
- Achillea leucanthema Pers.
- Achillea linearis Steud.
- Achillea maxima Heimerl
- Achillea multiplex P.Renault
- Achillea partheniflora Fisch. ex Herder
- Achillea pyrenaica Sibth. ex DC.
- Achillea serrulata Hornem.
- Achillea sylvestris Gray
- Alitubus pyrenaicus Dulac
- Chamaemelum ptarmica (L.) E.H.L.Krause
- Chrysanthemum ptarmicifolium Puschk. ex Willd.
- Ptarmica vulgaris blakw. ex DC.[7]

## Nombres comunes
- Castellano: botón de oro, botón de plata, hierba estornudatoria, ptármica, tármica.[8]